# Província de Dublin (Igreja da Irlanda)
As Províncias Unidas de Dublin e Cashel, comumente chamadas de Província de Dublin, e também conhecidas como Província do Sul, são uma das duas províncias eclesiásticas que juntas formam a Igreja da Irlanda; a outra é a Província de Armagh. A província existe desde 1833, quando a antiga Província de Dublin foi fundida com a Província de Cashel. Seu bispo metropolitano é o Arcebispo de Dublin.
A catedral das Províncias Unidas de Dublin e Cashel é a Catedral da Igreja de Cristo em Dublin. A catedral é a mais velha das duas catedrais medievais de Dublin, sendo a outra a Catedral de São Patrício.

O Sínodo Nacional da Igreja da Irlanda, publicado em 1869, inclui uma declaração de representantes das Províncias de Dublin e Cashel. A declaração afirma a independência das províncias:
Considerando que, nossas províncias de Dublin e Cashel, por lei e uso, estão livres de toda sujeição à Sé de Armagh; e nós, nem em virtude de nossa consagração, nem em razão de nossa nomeação para o ofício arquiepiscopal nessas nossas províncias, nos vinculamos, pela profissão ou promessa de reverência e obediência canônica, a qualquer outro Arcebispo e Igreja Metropolítana. Em razão dessa independência, reivindicamos e afirmamos nosso direito de precedência, apelação e jurisdição principal em questões eclesiásticas dentro de nossas províncias de Dublin e Cashel.

## Dioceses
A província tem cinco dioceses:
- Cashel e Ossory;
- Cork, Cloyne e Ross;
- Dublin e Glendalough;
- Limerick e Killaloe;
- Tuam, Limerick e Killaloe.